# Триумф смерти (картина)
«Триу́мф сме́рти» — картина Питера Брейгеля Старшего, написанная в период с 1561 по 1563 год.
Картина представляет собой панораму выжженной бесплодной земли, на которой армия скелетов сеет ужас, хаос и смерть, подвергая мирных жителей всевозможным пыткам. Обречённые в страхе разбегаются, кто-то пытается дать отпор, а кто-то просто играет на лютне, предпочитая не замечать происходящее. Скелет в центре картины верхом на коне яростно косит людей огромной косой, и обезумевший люд беспорядочной толпой стремится в убежище, которое оказывается огромной ловушкой в форме гроба. Все без разбора — от крестьянина до короля — становятся жертвами торжествующей смерти. Мир гибнет под похоронный бой колоколов, раскачиваемых скелетами в верхнем левом углу картины.
Изобилие элементов на картине отражает многие аспекты повседневной жизни XVI столетия — от деталей одежды до популярных развлечений, таких как игральные карты и нарды. Брейгель изобразил различные музыкальные инструменты, старинные механические часы, сцену охоты и похоронный обряд, а также разнообразные казни — колесование, повешение, обезглавливание, и даже утопление с привязанным к шее жёрновом.
В «Триумфе смерти» Брейгель соединил две разные изобразительные традиции — привычную для него гравюру Северного Возрождения на тему Пляски смерти и итальянскую концепцию Триумфа смерти, которую он мог видеть на фресках Палаццо Склафани в Палермо и кладбище Кампо-Санто в Пизе.
Большинство искусствоведов сходятся во мнении, что в «Триумфе смерти», как и в других работах схожей тематики — «Безумной Грете» и «Падении мятежных ангелов» Брейгель выразил общественные настроения тревоги и неопределённости, царившие в суровой атмосфере Испанских Нидерландов накануне Нидерландской революции.
История картины прослеживается до 1614 года, когда она впервые достоверно упоминается в описи имущества Филипса ван Валкениссе из Антверпена. К 1745 году, сменив нескольких владельцев, картина оказывается в собственности Изабеллы Фарнезе. До 1827 года она остаётся во дворце Ла-Гранха, после чего передаётся в музей Прадо, где и хранится по сей день.
«Триумф смерти» появляется в качестве фонового изображения для текстового вступления второй части скетча Монти Пайтона «Испанская инквизиция». Хэви-метал группа Black Sabbath выпустила сборник под названием Black Sabbath Greatest Hits (1977), в котором картина использовалась в качестве передней и задней обложек. Картина играет ключевую роль в последнем романе австралийского писателя Эндрю Макгахана «Дом богатого человека» (2019). Сильвия Плат описывает картину, особенно влюбленных в нижнем правом углу, в своем стихотворении «Два вида на комнату с трупами». Картина появляется в книге Энн Райс «Интервью с вампиром» в виде фрески у входа в царство вампира Армана, расположенное под его парижским театром.